# Quỳnh Lam
Quỳnh Lam (tên khai sinh là Hoàng Quỳnh Lam, sinh ngày 10 tháng 5 năm 1984) là một nữ diễn viên người Việt Nam. Quỳnh Lam là một nữ diễn viên trẻ đầy triển vọng của điện ảnh Việt Nam, cô được mệnh danh là "Nữ hoàng phim xưa". Quỳnh Lam được khán giả biết đến nhiều qua các bộ phim như Lời Nguyền, Hai người vợ, Con gái chị Hằng, Mãi theo bóng em, Ải trần gian, Luật trời.

## Tiểu sử
Quỳnh Lam sinh ngày 10 tháng 5 năm 1984, tên đầy đủ là Hoàng Quỳnh Lam. Cô sinh ra tại thành phố Biên Hòa, tỉnh Đồng Nai trong gia đình có truyền thống võ thuật. Mẹ của cô là người Hoa.
Mặc dù gia đình Quỳnh Lam có truyền thống võ thuật, thế nhưng bản thân cô lại thích ca hát và đóng phim. Sau khi học xong cấp 3 cô đăng ký học ngôn ngữ Anh, cho đên năm cuối cô lại có đam mê diễn xuất từ đó,
Cô từng có ý định thi vào Trường CĐ Sân khấu Điện ảnh TP HCM (nay là Trường ĐH Sân khấu Điện ảnh TP HCM) nhưng nghe theo lời của người thân chọn học Khoa Đông phương Trường ĐH Lạc Hồng. Đến năm thứ 3, Quỳnh Lam chán học nên quyết định thi vào ngôi trường mình mơ ước - trường Đại học Sân Khấu Điện Ảnh Thành phố Hồ Chí Minh. Có lẽ, sau những lần tham gia văn nghệ ở trường, cô nhận ra niềm đam mê nghệ thuật nên quyết định theo đuổi. Đến giờ, mỗi khi nghĩ lại, cô vẫn không hiểu tại sao ngày đó mình dũng cảm đến như vậy.
Cô giấu gia đình thi và đậu điểm cao vào Trường CĐ Sân khấu Điện ảnh TP HCM. "Khi vào trường này, tôi cảm nhận rõ thiên đường của mình là đây. Tôi học đầy hứng thú" – Quỳnh Lam kể lại.
Quỳnh Lam là một nữ diễn viên trẻ triển vọng của điện ảnh Việt Nam. Năm 2007, Cô tốt nghiệp trường Đại học Sân Khấu Điện Ảnh Thành phố Hồ Chí Minh. Cô bắt đầu tham gia diễn xuất khi còn là sinh viên.

## Sự nghiệp
Ra trường, Quỳnh Lam đầu quân vào Sân khấu Kịch Sài Gòn. Cô cũng tham gia một số vai nhỏ trong các phim nhưng không đáng kể.
Quỳnh Lam là diễn viên được khá đông khán giả yêu thích nhờ khả năng diễn xuất tự nhiên, chân thật. Cô được công chúng đặt cho biệt danh "Nữ hoàng phim xưa" của làng phim truyền hình Việt. Ở Quỳnh Lam có khuôn mặt thanh tú, nét đẹp hoài cổ đầy mê hoặc. Được đánh giá là một diễn viên trẻ tài năng, đi lên bằng chính thực lực của mình, Quỳnh Lam gây ấn tượng với khán giả trong hàng loạt bộ phim ăn khách như: Theo dấu hương xưa, Vết xước, Mãi theo bóng em, Hoàng hôn ấm áp...
Vai diễn ấn tượng nhất trọng sự nghiệp của cô đó là vai Mộc Miên trong Cô dâu tuổi Dần đã đưa danh tiếng của cô từ một nữ sinh viên lên tầm cao mới trong sự nghiệp.
Sau khi tham gia vào bộ phim Cô dâu tuổi Dần, tên tuổi của nữ diễn viên Quỳnh Lam trở nên tỏa sáng hơn. Nữ diễn viên tham gia đóng phim đã 15 năm, hình ảnh của cô luôn gắn với những bộ phim truyền hình dài tập. Dù chưa có duyên với các bộ phim điện ảnh nhưng Quỳnh Lam lại là gương mặt quen thuộc trên sóng truyền hình cả nước.
Vốn sở hữu cho mình nét đẹp đằm thắm, hoài cổ Quỳnh Lam rất hợp với những vai xưa. Nhiều người nhận xét cô sinh ra là để đóng các bộ phim này. Đó cũng chính là lý do vì sao khán giả lại phong tặng cô với danh hiệu "Nữ hoàng phim xưa".
Mới đây, nữ diễn viên đảm nhận vai chính trong bộ phim Luật trời, bộ phim nhận được khá nhiều ủng hộ của khán giả với nhiều tình tiết lâm li, bi đát.
Một trong những vai diễn ấn tượng của Quỳnh Lam chinh phục đông đảo khán giả gần đây là Trinh Trinh trong phim "Hai người vợ" của đạo diễn Võ Việt Hùng. "Đóng vai Trinh Trinh cực lắm! Cuộc đời cô ấy nhiều éo le, bất hạnh nên hầu như ngày nào trong đời cũng khóc. Tôi hóa thân thành cô ấy nên phải khóc mỗi ngày. Ban đầu, khi đọc kịch bản, tôi đã than với đạo diễn Võ Việt Hùng là nhân vật này sao khổ thế, toàn nước mắt nhưng anh Hùng cũng bảo khóc là sở trường của tôi rồi" – Quỳnh Lam chia sẻ. Cô cho biết mình có nhiều kinh nghiệm đóng phim xưa cũng như chẳng ngại cảnh khóc nên không gặp vấn đề khi nhập vai. Chỉ có điều nếu khóc nhiều quá, khóc cả ngày dẫn đến mệt, thậm chí kiệt sức.
Với Quỳnh Lam, những vai diễn được xem là cột mốc trong sự nghiệp của cô còn có vai cô Ba Thà trong "Vó ngựa trời Nam", vai Mộc Miên trong "Cô dâu tuổi Dần", vai Thư trong "Mãi theo bóng em"... "2010 được xem là năm cột mốc, để lại nhiều ấn tượng trong sự nghiệp của tôi. Năm đó, tôi tham gia phim "Khóc thầm" rồi đến "Cô dâu tuổi Dần", "Mãi theo bóng em". Các vai diễn hay đến với tôi liên tục và khi phim ra mắt thắng về lượng người xem phim, tôi thấy cảm xúc của mình thăng hoa. Một năm thuận lợi với tôi, tôi bắt đầu có chỗ đứng. Cho đến giờ, tôi vẫn nỗ lực từng bước một, chọn lựa thật kỹ vai diễn để giữ vị thế của mình" – Quỳnh Lam cho biết.
Nữ diễn viên xinh đẹp này tâm sự cô đang theo dạng vai có sự thay đổi tính cách kiểu vai ban đầu hiền lành rồi vì hoàn cảnh đưa đẩy, trở nên thủ đoạn, xấu xa dần nhưng bản chất vẫn là người tốt. Tâm huyết với nghề, Quỳnh Lam quan niệm hành trình cô chọn lựa là bước đi vững chãi, bằng thực lực của mình. Nhìn bề ngoài của Quỳnh Lam, xem những vai nữ hiền thục mà cô diễn, nhiều người dễ tưởng Quỳnh Lam ngoài đời cũng yếu đuối, mong manh. Thực tế, cô có tính cách hoàn toàn ngược lại: mạnh mẽ, cá tính và đầy lý trí.
Cô đã được đề cử Giải Mai Vàng cho Nữ diễn viên điện ảnh-phim truyền hình. Trong hạng mục Nữ diễn viên điện ảnh, phim truyền hình tranh Giải Mai Vàng 2016, Quỳnh Lam là gương mặt trẻ được giới chuyên môn đánh giá cao về thực lực diễn xuất.
Năm 2023, Quỳnh Lam tất bật trên trường quay với vai diễn trong phim "Nghiệp sinh tử" phần 5 của đạo diễn Bùi Ngọc Nam Phương. Trước đó, cô gây bất ngờ với khán giả khi tái xuất trên sân khấu kịch bằng vai diễn trong vở cổ trang "Loạn thế chi vương". Đây là lần trở lại sân khấu đầu tiên của cô sau gần 10 năm tập trung cho điện ảnh. Sau khi tốt nghiệp Trường Cao đẳng Sân khấu - Điện ảnh TP HCM (nay là Trường Đại học Sân khấu - Điện ảnh TP HCM), Quỳnh Lam từng đầu quân vào Sân khấu Kịch Sài Gòn nhưng chỉ được vài năm thì cô chuyển sang đóng phim.
Cô từng 3 lần được đề cử vào vòng bầu chọn hạng mục Nữ diễn viên điện ảnh - truyền hình của Giải Mai Vàng nhưng chưa thắng giải.

## Đời tư
Quỳnh Lam hiện đang hẹn hò với bạn trai người Anh Alex Selcoe. Alex sinh năm 1986 ở Bournemouth, Dorset. Anh là giảng viên tiếng Anh và cố vấn du học tại một trường quốc tế ở Sài Gòn. Cả hai quen biết trong một dịp tình cờ và có hơn 10 năm yêu nhau.
"Nữ hoàng phim xưa" Quỳnh Lam tiết lộ chuyện tình 10 năm với bạn trai ngoại quốc, cả hai đã sống chung nhiều năm những vẫn chưa kết hôn. Nữ diễn viên cũng vài lần về nhà bạn trai để ra mắt gia đình và không hối thúc cô việc con cái kết hôn, bản thân cô muốn kinh tế ổn định rồi mới nghỉ đến chuyện xa hơn, hiện tại cả hai đang tích góp để mua nhà.
Cả hai đã trải qua 10 năm yêu nhau. Họ thường xuyên đăng tải khoảnh khắc ngọt ngào lên trang cá nhân khiến công chúng không khỏi ngưỡng mộ. Cô cho biết anh là người hiền lành và hay pha trò, có lúc cả hai cũng có khoảng thời gian chia tay nhau, anh về nước nhưng vì xa cô anh cũng không làm được gì từ đó anh quyết định nơi nào có cô, anh sẽ ở đó. Từ sự chân thành, ấm áp ấy đã giúp cho cả hai từng bước vượt qua bao khó khăn và vẫn hạnh phúc như ngày nào.

## Danh sách phim
| Năm  | Tựa Phim                | Vai diễn             | Đạo diễn            | Kênh    | Nguồn |
| ---- | ----------------------- | -------------------- | ------------------- | ------- | ----- |
| 2008 | Đam mê                  |                      | Đinh Đức Liêm       | HTV9    |       |
| 2008 | Lọ Lem thời @           | Ngọc Hương           | Trần Ngọc Phong     | HTV9    |       |
| 2008 | Chỗ chỉ có một người    | Thúy Ái              | Trương Dũng         | HTV9    |       |
| 2009 | Mùa thu đi một nửa      | Thi                  | Võ Việt Hùng        | HTV9    |       |
| 2009 | Hoàng hôn ấm áp         |                      | Trần Ngọc Phong     | HTV7    |       |
| 2009 | Tam nam vẫn phú         | Mai                  | Lê Quang Hưng       | HTV7    |       |
| 2010 | Vó ngựa trời Nam        | Lương Thị Thành      | Lê Cung Bắc         | HTV7    |       |
| 2010 | Vua sân cỏ (phần 2)     |                      | Đinh Đức Liêm       | HTV9    |       |
| 2010 | Khóc thầm               | Tốt                  | Võ Việt Hùng        | HTV9    |       |
| 2010 | Lời thề danh dự         | Quỳnh Hương          | Võ Việt Hùng        | HTV9    |       |
| 2010 | Cô dâu tuổi dần         | Mộc Miên             | Bùi Ngọc Nam Phương | THVL1   |       |
| 2011 | Theo dấu hương xưa      |                      | Ngô Quang Đại       | HTV7    |       |
| 2011 | Anh và em               | Hương                | Kim Kyo Jung        | TodayTV |       |
| 2012 | Mãi theo bóng em        | Thư                  | Bùi Ngọc Nam Phương | THVL1   |       |
| 2012 | Vết xước                | Lệ                   | Vương Quang Hùng    | HTV7    |       |
| 2013 | Trò chơi định mệnh      | Nhã Vân              | Lê Hoài Vũ          | SCTV14  |       |
| 2013 | Vết thù năm tháng       | Ngọc                 | Bùi Ngọc Nam Phương | THVL1   |       |
| 2014 | Lời sám hối             | Mận                  | Bùi Ngọc Nam Phương | THVL1   |       |
| 2014 | Bao la tình mẹ          | Uyên Nhi             | Bùi Ngọc Nam Phương | THVL1   |       |
| 2014 | Bằng chứng vô hình      | Hoa Tiên             | Đặng Minh Quang     | HTV7    |       |
| 2015 | Bình minh trên ngọn lửa | Hồng Ân              | Lê Quang Hưng       | THVL1   |       |
| 2015 | Hai khối tình           | Cúc                  | Hồ Ngọc Xum         | HTV7    |       |
| 2015 | Ải trần gian            | Tú                   | Bùi Ngọc Nam Phương | THVL1   |       |
| 2015 | Đi qua mùa mưa          | Duyên                | Mai Dũng            | SCTV14  |       |
| 2016 | Hai người vợ            | Trinh Trinh          | Võ Việt Hùng        | THVL1   |       |
| 2016 | Lời nguyền              | Ngọc Hân             | Nguyễn Xuân Hiệp    | THVL1   |       |
| 2017 | Con gái chị Hằng        | Lệ Hằng              | Võ Việt Hùng        | THVL1   |       |
| 2017 | Thế thái nhân tình      | Sáu Hảo              | Võ Việt Hùng        | SCTV14  |       |
| 2019 | Trà táo đỏ              | Trúc Trà             | Võ Việt Hùng        | THVL1   |       |
| 2020 | Luật trời               | Bà Thảo / Ngọc Bích  | Võ Việt Hùng        | THVL1   |       |
| 2021 | Nghiệp sinh tử (phần 2) | Huyền Thị / Ái Nhi   | Bùi Ngọc Nam Phương | THVL1   |       |
| 2021 | Dương thế bao la sầu    | Kiều Oanh / Kiều Nhi | Hoàng Mập           | SCTV14  |       |
| 2022 | Hồng nhan               | Lành / Tuyết Mai     | Nguyễn Quang Minh   | SCTV14  |       |
| 2022 | Bến lỡ liêu xiêu        | Bà Ba Hường          | Hoàng Mập           | QPVN    |       |
| 2024 | Duyên tiên tiền định    | Nụ                   | Bùi Ngọc Nam Phương | THVL1   |       |

## Danh sách kịch
Tiêu biểu:
- Tấm lòng son
- Quán ăn vui vẻ
- Con nhà võ (Ơn giời cậu đây rồi)
- Loạn thế chi vương
- Truyện Thần tiên: Bí mật trăm đốt tre
- Truyện Thần tiên: Mễ cóc phiêu lưu ký
- Loạt kịch tại Sân khấu kịch Sài Gòn
- Và nhiều vở kịch khác

## Giải thưởng và đề cử
| Năm  | Giải thưởng   | Hạng mục                               | Tác phẩm             | Kết quả | Tham khảo     |
| ---- | ------------- | -------------------------------------- | -------------------- | ------- | ------------- |
| 2011 | Giải Mai Vàng | Nữ diễn viên điện ảnh – truyền hình    | Theo dấu hương xưa   | Đề cử   | [ 13 ] [ 14 ] |
| 2016 | Giải Mai Vàng | Nữ diễn viên điện ảnh – truyền hình    | Hai người vợ         | Đề cử   | [ 15 ]        |
| 2020 | Giải Mai Vàng | Nữ diễn viên điện ảnh – truyền hình    | Luật trời            | Đề cử   | [ 15 ]        |
| 2021 | Ngôi Sao Xanh | Nữ diễn viên truyền hình xuất sắc nhất | Dương thế bao la sầu | Đề cử   | [ 16 ]        |